# Acentroscelus granulosus
Acentroscelus granulosus là một loài nhện trong họ Thomisidae.
Loài này thuộc chi Acentroscelus. Acentroscelus granulosus được Cândido Firmino de Mello-Leitão miêu tả năm 1929.